# Robson Bambu
Robson Alves de Barros, Robson Bambu vagy csak Robson (São Vicente, 1997. november 12. –) brazil profi labdarúgó, aki az SC Braga csapatában középhátvédeként játszik.

## Klubkarrier

### Santos
A São Paulo állambeli São Vicente városában született 2007-ben, tíz évesen csatlakozott a Santos FC ifjúsági szervezetéhez. 2016. augusztus 4-én 2018 novemberéig meghosszabbította szerződését.
2018 januárjában az új menedzser, Jair Ventura felvitte az első csapatba. Január 28-án volt az  első profi mérkőzése amikor az Ituano ellen kezdett.
Bambu 2018. augusztus 25-én debütált az elsőosztályban az EC Bahia ellen amikor a megsérült Gustavo Henrique helyére lépett pályára a szünetben. Három nappal később debütált a Copa Libertadores-en,  a CA Independiente elleni hazai 0–0-s döntetlen során.

### Athletico Paranaense
2018. november 21-én jelentették be hogy az Athletico Paranaense-be igazol a 2018-19-es szezonra.

### Nice
2020. június 5-én Bambu 8 millió euróért igazolt az OGC Nice csapatába. Augusztus 23-án játszotta első mérkőzését a klub színeiben, az RC Lens elleni 2–1-re megnyert mérkőzésen .
2022. január 20-án egyéves kölcsönbe került az SC Corinthians Paulistahoz. A következő évet is kölcsönben töltötte a CR Vasco da Gama csapatánál.
2024 januárjában a portugál FC Arouca igazolt kölcsönbe a szezon hátralévő részére, opcionális vételi záradékkal.

## Válogatott karrier
2016 augusztusában behívták a  Brazil U-20-as válogatottba az Angol U20-as labdarúgó-válogatott elleni barátságos mérkőzésre. Decemberben bekerült Rogério Micale 23 fős keretébe a 2017-es dél-amerikai ifjúsági labdarúgó-bajnokságra a sérült Gustavo Cascardo helyére.

## Karrierstatisztikák
2024. augusztus 25-ig játszott meccsek
| Klub                       | Szezon         | Liga           | Liga  | Liga | Állami Liga | Állami Liga | Kupa  | Kupa | Nemzetközi szereplés | Nemzetközi szereplés | Egyéb | Egyéb | Összes | Összes |
| Klub                       | Szezon         | Bajnokság      | Meccs | Gól  | Meccs       | Gól         | Meccs | Gól  | Meccs                | Gól                  | Meccs | Gól   | Meccs  | Goals  |
| -------------------------- | -------------- | -------------- | ----- | ---- | ----------- | ----------- | ----- | ---- | -------------------- | -------------------- | ----- | ----- | ------ | ------ |
| Santos                     | 2018           | Série A        | 9     | 0    | 3           | 0           | 0     | 0    | 1                    | 0                    | —     | —     | 13     | 0      |
| Athletico Paranaense       | 2019           | Série A        | 8     | 0    | 7           | 0           | 5     | 0    | 1                    | 0                    | —     | —     | 21     | 0      |
| Athletico Paranaense       | 2020           | Série A        | 0     | 0    | 1           | 0           | 0     | 0    | 2                    | 0                    | 0     | 0     | 3      | 0      |
| Athletico Paranaense       | Összes         | Összes         | 8     | 0    | 8           | 0           | 5     | 0    | 3                    | 0                    | 0     | 0     | 24     | 0      |
| Nice                       | 2020–21        | Ligue 1        | 15    | 0    | —           | —           | 2     | 0    | 6                    | 0                    | —     | —     | 23     | 0      |
| Nice                       | 2023–24        | Ligue 1        | 0     | 0    | —           | —           | 1     | 0    | —                    | —                    | —     | —     | 1      | 0      |
| Nice                       | Összes         | Összes         | 15    | 0    | —           | —           | 3     | 0    | 6                    | 0                    | —     | —     | 24     | 0      |
| Corinthians (kölcsönben)   | 2022           | Série A        | 7     | 0    | 2           | 0           | 1     | 0    | 2                    | 0                    | —     | —     | 12     | 0      |
| Vasco da Gama (kölcsönben) | 2023           | Série A        | 18    | 0    | 3           | 0           | 0     | 0    | —                    | —                    | —     | —     | 21     | 0      |
| Arouca (loan)              | 2023–24        | Primeira Liga  | 10    | 0    | —           | —           | —     | —    | —                    | —                    | —     | —     | 10     | 0      |
| Braga                      | 2024–25        | Primeira Liga  | 2     | 0    | —           | —           | 0     | 0    | 1                    | 0                    | —     | —     | 3      | 0      |
| Karrier Összes             | Karrier Összes | Karrier Összes | 69    | 0    | 16          | 0           | 9     | 0    | 13                   | 0                    | 0     | 0     | 107    | 0      |

- Campeonato Paranaense : 2019
- J. League Cup / Copa Sudamericana bajnokság : 2019
- Copa do Brasil : 2019

## Fordítás
Ez a szócikk részben vagy egészben  a   Robson Bambu című angol Wikipédia-szócikk ezen változatának fordításán alapul.  Az eredeti cikk szerkesztőit annak laptörténete sorolja fel. Ez a jelzés csupán a megfogalmazás eredetét és a szerzői jogokat jelzi, nem szolgál a cikkben szereplő információk forrásmegjelöléseként.
1. 1 2 3